# (8881) Prialnik
(8881) Prialnik est un astéroïde de la ceinture principale.

## Description
(8881) Prialnik est un astéroïde de la ceinture principale. Il fut découvert le 19 mars 1993 à La Silla par le programme UESAC. Il présente une orbite caractérisée par un demi-grand axe de 2,73 UA, une excentricité de 0,03 et une inclinaison de 5,0° par rapport à l'écliptique.

## Compléments